# Russell A. Mosser
Russell Alden Mosser (* 9. November 1917 in Horton, Kansas, Vereinigte Staaten; † 29. April 2011 in Lawrence, Kansas) war ein US-amerikanischer Dokumentarfilmproduzent.

## Leben
Mosser wuchs in Kansas auf, wo er Schulen unter anderem in Topeka und Blue Rapids besuchte. Anschließend studierte er bis 1940 Wirtschaft an der University of Kansas und legte 1944 seine Magisterarbeit (Thema: „Visuelles Training in der Industrie“) vor. In der Endphase des Zweiten Weltkriegs arbeitete Mosser in Wichita bei der Boeing Airplane Co. als Ausbildungsleiter. In dieser Zeit lernte er seine spätere Frau Lorene kennen, die er unmittelbar vor Kriegsende, im April 1945, in Wichita heiratete.
Nach dem Krieg nahm Russell Alden Mosser einen Berufswechsel vor und gründete mit Arthur „Art“ H. Wolf, einem langjährigen Freund, 1947 die Centron Corporation Inc., eine Produktionsfirma, mit der Mosser und Wolf überwiegend kurze Dokumentarfilme auf die Beine stellten. In den kommenden 34 Jahren produzierte die Centron Corporation Filmaufnahmen und Multimedia-Präsentationen für Industrie, Bildung und die Regierung. Mossers und Wolfs Firma konnte zahlreiche nationale und internationale Filmfestivalpreise in Empfang nehmen sowie 1970 die Nominierung für einen Oscar, Sparte „Bester Kurzdokumentarfilm“, für die Produktion Leo Beuerman. In diesem 13-Minüter wurde eben jener Bewohner aus Kansas porträtiert, der aufgrund seiner Behinderungen (sog. Glasknochen-Krankheit) und Entstellungen ein entbehrungsreiches Leben in Lawrence (Kansas) führt.
Russell A. Mosser zog sich 1981 nach rund 100 Filmen aus dem aktiven Produktionsgeschäft zurück und widmete sich zahlreichen ehrenamtlichen Aktivitäten. So diente er von 1957 bis 1961 als Commissioner von Lawrence City und saß von 1975 bis 1990 im Beratungskomitee der Presbyterian Manor, ebenfalls in seiner Heimatgemeinde Lawrence. Deren Präsident war er im Jahr 2003. 1991 wurde Mosser von der Handelskammer in Lawrence mit dem Citizen of the Years Award ausgezeichnet. Mosser machte sich auch einen Namen als Züchter von Araberpferden.

## Filmografie (kleine Auswahl)
- 1947: Sewing Simple Seams (auch Drehbuch, Kamera, Schnitt, Ton)
- 1948: Your University
- 1948: Cooking: Kitchen Safety
- 1949: Cooking: Measurement
- 1950: Glenn Wakes Up
- 1951: The Bully
- 1952: Cheating
- 1953: Responsibility
- 1954: The Show-Off
- 1954: Star 34
- 1955: The Gossip
- 1955: Why Study Science?
- 1956: Safety on the School Bus
- 1957: Make Your Home Safe
- 1957: Preparing a Class Report
- 1958: The Snob
- 1958: Manners in School
- 1959: The Innocent Party
- 1960: Our Part in Conversation
- 1961: Operation Grass Killer
- 1961: Dance, Little Children
- 1962: To Touch a Child
- 1963: Viel Spaß mit Tieren: Tommy, der Löwe (Tommy the Lion)
- 1964: How Plants Reproduce
- 1965: The Secret to the Sixties
- 1966: Solid Gold Customer
- 1967: Take a Letter … From A to Zee
- 1968: Tell It Like It Is
- 1969: Leo Beuerman
- 1970: AC Adventure 70
- 1971: United Kingdom: Crowded Islands
- 1972: Engineering Investigation of T-37 Stalls and Spins
- 1973: Techniques of Organic Chemistry
- 1974: The Speed Klect Collator
- 1980: Korea Overview
- 1981: Signals: Read ‘em or Weep